# Miss Californie USA
Miss California USA est un concours de beauté féminin, pour les jeunes femmes âgées entre 17 et 27 ans, dont la gagnante participe à l'élection de Miss USA. La Californie est l'État le mieux adapté pour ce type de concours de beauté. 

## Histoire
Le concours est produit par K2 Productions. Au départ, K2 Productions était dirigée par l'ancienne Miss Teen USA 1995, Keylee Sue Sanders (en), et Keith Lewis. K2 Productions est désormais dirigé par Lewis et Miss USA 1995, Shanna Moakler. Il était auparavant codirigé par Jill Vasquez Foley, qui détenait les titres de Miss New Mexico Teen USA (en) 1988 et Miss New Mexico USA 1994 (Foley fut dans le Top 10 de Miss Teen USA 1988 (en)). Avant K2 Productions, le concours Miss California USA était produit par Carolee Munger. Avant Ms. Munger, Guyrex Productions détenait la franchise durant quelques années et produit ce concours télévisé avec 100 participantes. Avant Guyrex, le concours était produit par Dr. Leanord Stallcup.

## Couronne
La couronne Miss California USA de 2010 est conçue par Peter Young en 2009. La couronne contenait des perles, des diamants et des saphirs.

## Lauréates
| Année | Nom                   | Domicile                | Âge1 | Classement                                           | Prix spéciaux                                                     | Notes |
| ----- | --------------------- | ----------------------- | ---- | ---------------------------------------------------- | ----------------------------------------------------------------- | --- |
| 2025  | Kylie Chang           | Cupertino               | 20   |                                                      |                                                                   | |
| 2024  | Samantha Ramos        | Santa Monica            | 24   | Top 20                                               |                                                                   | |
| 2023  | Tianna Clark          | Perris                  | 28   | Top 20                                               |                                                                   | |
| 2022  | Tiffany Johnson       | Lancaster               | 26   | Top 16                                               |                                                                   | |
| 2021  | Sabrina Lewis         | Berkeley                | 23   |                                                      |                                                                   | |
| 2020  | Allyshia Gupta        | Los Angeles             | 25   | Top 10                                               |                                                                   | |
| 2019  | Erica Dann            | San Francisco           | 27   |                                                      |                                                                   | |
| 2018  | Kelley Johnson        | Los Angeles             | 25   | Top 10                                               |                                                                   | Ancienne Miss Colorado 2015, 2e Dauphine de Miss America 2016 |
| 2017  | India Williams        | Santa Monica            | 20   | Top 10                                               |                                                                   | |
| 2016  | Nadia Mejía           | Diamond Bar             | 20   | Top 5                                                |                                                                   | |
| 2015  | Natasha Martinez      | Chino Hills             | 23   |                                                      |                                                                   | |
| 2014  | Cassandra Kunze       | Los Angeles             | 20   | Top 10                                               | Miss Photogenic                                                   | Candidate à Miss Teenage California 2012 |
| 2013  | Mabelynn Capeluj      | San Diego               | 21   | Top 15                                               |                                                                   | |
| 2012  | Natalie Pack          | Palos Verdes            | 22   |                                                      |                                                                   | Participation à America's Next Top Model, Cycle 12. |
| 2011  | Katie Blair           | Los Angeles             | 23   | Succède à Alyssa Campanella pour son titre Miss USA. |                                                                   | Précédente Miss Montana Teen USA 2006 ; et Miss Teen USA 2006. Succède à Alyssa Campanella lorsqu'elle devient Miss USA 2011. |
| 2011  | Alyssa Campanella     | Los Angeles             | 21   | Gagnante                                             |                                                                   | Participante à Miss New Jersey Teen USA 2007 ; 1re dauphine de Miss Teen USA 2007. Top 16 demi-finaliste à Miss Univers 2011. |
| 2010  | Nicole Johnson        | Westlake Village        | 24   | Top 10, 9e dauphine de Miss USA 2010.                |                                                                   | |
| 2009  | Tami Farrell          | Los Angeles             | 25   | Succède à Carrie Prejean lorsqu'elle fut détrônée.   |                                                                   | Précédente Miss Oregon Teen USA 2003 ; gagnante de Miss Teen USA 2003. Succède à Carrie Prejean lorsqu'elle fut détrônée. |
| 2009  | Carrie Prejean        | San Diego               | 21   | 1re dauphine.                                        |                                                                   | Protagoniste de la controverse de Miss USA 2009 ; plus tard détrônée par K2 Productions. |
| 2008  | Raquel Beezley        | Barstow                 | 21   | Top 15, 12e place de Miss USA 2008.                  |                                                                   | Raquel Beezley est couronnée Miss California USA 2008 après une erreur de décomptage. Elle a concouru à Miss Asia Pacific International 2005 en tant que USA Representative.                                                         |
| 2007  | Meagan Tandy          | Fontana                 | 21   | 3e dauphine.                                         |                                                                   | |
| 2006  | Tamiko Nash           | Los Angeles             | 26   | 1re dauphine.                                        |                                                                   | |
| 2005  | Brittany Hogan        | Escondido               | 20   | 1re dauphine.                                        |                                                                   | Participante à Fear Factor (en) en 2005 dans l'épisode #5.29 Miss USA. |
| 2004  | Ellen Chapman         | San José                | 22   |                                                      |                                                                   | Sœur de Miss Nevada USA 2011 - Sarah Chapman ; ancienne Miss Teenage California 1999. |
| 2003  | Candice Sanders       | La Habra                | 26   |                                                      |                                                                   | |
| 2002  | Tarah Peters          | San Diego               | 21   | Top 12 demi-finaliste.                               |                                                                   | |
| 2001  | Jennifer Glover       | Castro Valley           | 21   |                                                      |                                                                   | Plus tard Miss California 2002. Ancienne Miss United States International 1999, ayant concourue à Miss International 1999 de Tokyo, au Japon.                                                                                        |
| 2000  | Rebekah Ann Keller    | Lakewood                | 25   |                                                      |                                                                   | Ancienne Miss California 1997, quatrième finaliste de Miss America 1998. |
| 1999  | Angelique Breaux      | San Diego               | 21   | 2e dauphine                                          |                                                                   | Plus tard Miss World USA 2000, Top 10 demi-finaliste à Miss World 2000 de Londres, en Angleterre, au Royaume-Uni. |
| 1998  | Shauna Gambill        | Acton                   | 21   | 1re dauphine.                                        |                                                                   | Participation à Miss Teen USA 1994 et Miss California Teen USA 1994, puis devient Miss Monde USA 1998 et se classe dans le Top 10 à Miss Monde 1998.                                                                                 |
| 1997  | Alisa Kimble          | Lake Elsinore           | 27   |                                                      |                                                                   | 1re dauphine de Miss Oktoberfest 1994 pour Miss Arizona |
| 1996  | Shanna Lyn Searles    | Tustin                  | 26   |                                                      |                                                                   | 3e dauphine de Miss Oktoberfest 1990. |
| 1995  | Deana Avila           | Laguna Niguel           |      |                                                      |                                                                   | Participation à Miss Teenage California Scholarship 1988 |
| 1994  | Toay Lynn Foster      | Oxnard                  |      |                                                      |                                                                   | |
| 993   | Jane Olvera           | Fresno                  | 23   | Top 12 demi-finaliste.                               |                                                                   | |
| 1992  | Shanna Lyn Searles    |                         |      | N'a pas concourue                                    | N'a pas concourue                                                 | Succède à Shannon Marketic pour son titre de Miss USA 1992, elle deviendra plus tard Miss California USA 1996. |
| 1992  | Shannon Marketic      | Malibu                  | 21   | Gagnante                                             | Miss Photogenic                                                   | Top 10 demi-finaliste à Miss Univers 1992. |
| 1991  | Diane Schock          | Fontana                 | 24   | 2e dauphine.                                         |                                                                   | |
| 1990  | Cynthia Nelson        | Gilroy                  |      |                                                      |                                                                   | |
| 1989  | Christina Maria Faust | Vallée de San Fernando  | 23   | Top 10 demi-finaliste.                               |                                                                   | |
| 1988  | Diana Magaña          | Rancho Palos Verdes     | 22   | 1re dauphine.                                        |                                                                   | Top 10 demi-finaliste à Miss World 1988. |
| 1987  | Lori Dickerson        | Lodi                    |      |                                                      | Miss Congeniality                                                 | |
| 1986  | Kelly Parsons         | Los Angeles             | 22   | 4e dauphine.                                         |                                                                   | Mouseketeer, mannequin et actrice |
| 1985  | Zina Ponder           | Long Beach (Californie) |      |                                                      | (Miss USA Special Awards, rédactrice à Lakeland Ledger Newspaper) | (Actrice et scénariste, notamment), a produit Morgan Freeman, Holly Hunter, Zina Ponder Pistor & Friends pour Steven Spielberg et Children's Action Network de Kate Capshaw, Université de Californie du Sud (magna cum laude), 1988 |
| 1984  | Theresa Ring          | San Diego               |      |                                                      |                                                                   | |
| 1983  | Julie Lynne Hayek     | Westwood                | 22   | Gagnante                                             |                                                                   | 1re dauphine de Miss Univers 1983, elle est apparue dans les séries Dallas, Twin Peaks et As the World Turns. |
| 1982  | Suzanne Dewames       | Thousand Oaks           |      |                                                      |                                                                   | 3e dauphine de Miss Oktoberfest 1982. |
| 1981  | Cynthia Kerby         | Westlake Village        |      | 3e dauphine.                                         | Miss Photogenic & Miss Congeniality                               | Première femme à avoir remporté les titres de Miss Photogénique de Miss Congéniale à Miss USA. |
| 1980  | Kari Lloyd            | Thousand Oaks           |      |                                                      |                                                                   | |
| 1979  | Linda Fogarty         | Fullerton               |      | Top 12 demi-finaliste.                               |                                                                   | |
| 1978  | Donna Adrain          | Anaheim                 |      | Top 12 demi-finaliste.                               |                                                                   | |
| 1977  | Pamela Gergely        | San Rafael              |      | 3e dauphine.                                         |                                                                   | |
| 1976  | Joni Pennock          | Fullerton               | 20   | Top 12 demi-finaliste.                               |                                                                   | |
| 1975  | Summer Bartholomew    | Merced                  | 23   | Gagnante                                             |                                                                   | 2e dauphine de Miss Univers 1975, Miss Oktoberfest 1973, avant d'être hôtesse de l'air à la compagnie Sale of the Century |
| 1974  | Gayle Gorrell         |                         |      | 3e dauphine.                                         |                                                                   | Miss Oktoberfest 1974. |
| 1973  | Carol Herrema         | Artesia                 |      | Top 12 demi-finaliste.                               |                                                                   | |
| 1972  | Kim Hobson            | San Mateo               |      | 2e dauphine.                                         |                                                                   | |
| 1971  | Karin Morrell         | Auburn                  |      | Top 12 demi-finalite.                                |                                                                   | |
| 1970  | Linda Hall            |                         |      | Top 15 demi-finaliste.                               |                                                                   | |
| 1969  | Troas Hayes           | Sacramento              |      |                                                      | 4e dauphine.                                                      | |
| 1968  | Suzanne Fromm         |                         |      | Top 15 demi-finaliste                                | Meilleur costume national.                                        | |
| 1967  | Susan Bradley         | Tustin                  |      | 1re dauphine.                                        |                                                                   | Refuse le titre de Miss USA. |
| 1966  | Maria Remenyi         | El Cerrito              | 20   | Gagnante                                             | Miss Photogenic                                                   | Top 15 demi-finaliste à Miss Univers 1966. |
| 1965  | Kathryn Lee Hage      | Santa Monica            |      | Top 15 demi-finaliste.                               |                                                                   | |
| 1964  | Jeanne Venables       | Sacramento              |      | Top 15 demi-finaliste.                               | Miss Congeniality                                                 | |
| 1963  | Francine Herack       | Encino                  |      | 4e dauphine.                                         |                                                                   | |
| 1962  | Marilyn Tindall       | Los Angeles             |      | 3e dauphine.                                         |                                                                   | |
| 1961  | Pamela Stettler       | San Rafael              |      | 1re dauphine.                                        |                                                                   | |
| 1960  | Teri Janssen          |                         |      | Top 15 demi-finaliste.                               |                                                                   | |
| 1959  | Terry Lynn Huntingdon | Mont Shasta             | 19   | Gagnante                                             |                                                                   | Seconde demi-finaliste à Miss Univers 1959. |
| 1958  | Donna Kay Brooks      |                         |      | Top 15 demi-finaliste.                               |                                                                   | |
| 1957  | Peggy Jacobson        |                         |      | Top 15 demi-finaliste.                               |                                                                   | |
| 1956  | Shirlee Witty         |                         |      |                                                      |                                                                   | |
| 1955  | Donna Schurr          |                         |      | 3e dauphine.                                         |                                                                   | |
| 1954  | Sandra Constance      |                         |      | Top 20 demi-finaliste.                               |                                                                   | |
| 1953  | Marcella Roulette     |                         |      | Top 20 demi-finaliste                                |                                                                   | |
| 1952  | Gloria Maxwell        |                         |      |                                                      |                                                                   | |

## Palmarès à l’élection Miss USA depuis 1952
- Miss USA : 1959, 1966, 1975, 1983, 1992, 2011

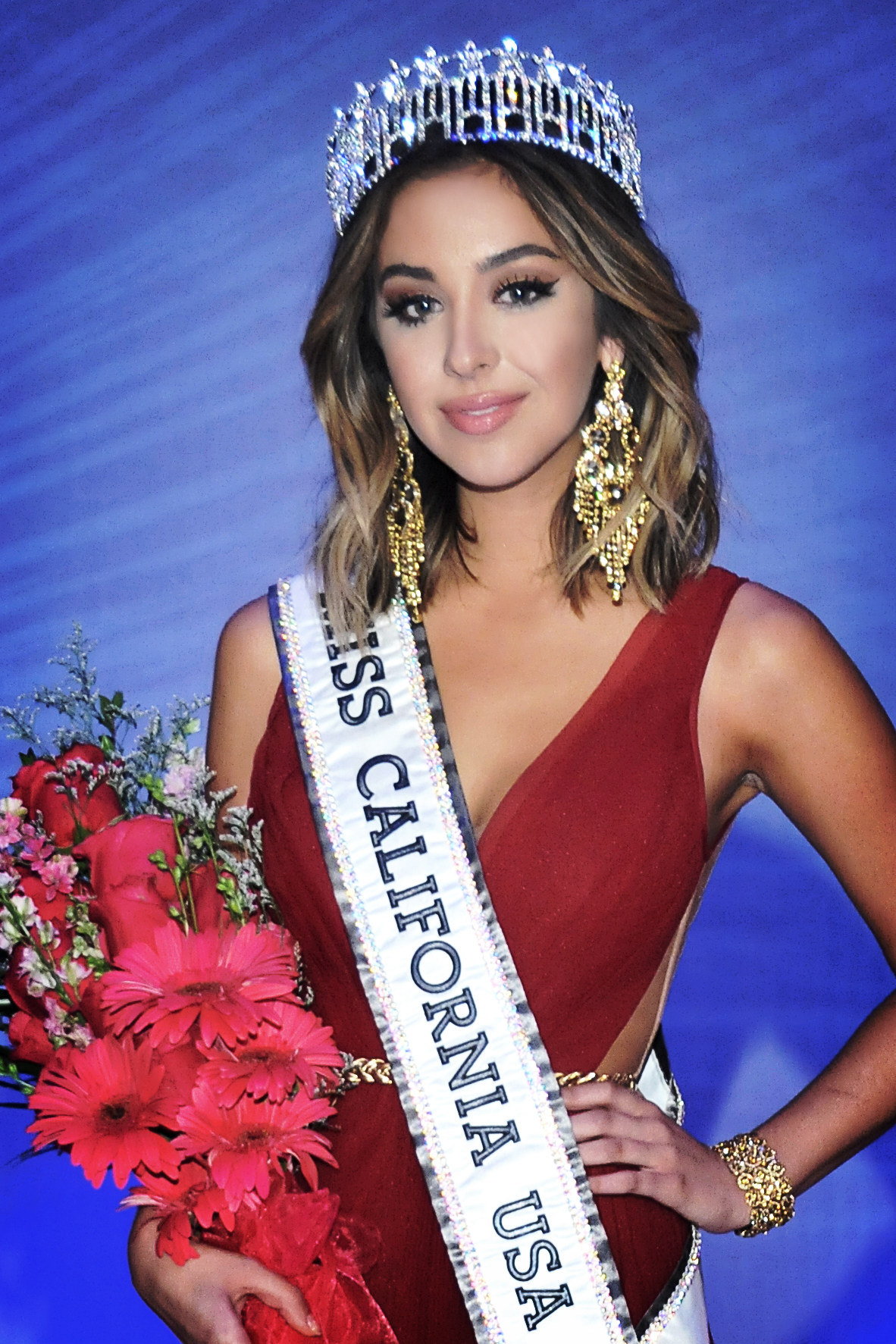
Nadia Mejia, actuelle détentrice du titre en 2015.

- 1re dauphine : 1961, 1967, 1988, 1998, 2005, 2006, 2009
- 2e dauphine : 1972, 1991, 1999
- 3e dauphine : 1955, 1962, 1974, 1977, 1981, 2007
- 4e dauphine : 1963, 1966, 1986, 2016
- Top 5 : 2016
- Top 10 : 1989, 2010, 2014
- Top 15 :
- Top 20 : 1953, 1954
- Classement des états pour les 10 dernières élections :